# Єжувка (Малопольське воєводство)
Єжувка (пол. Jeżówka) — село в Польщі, у гміні Вольбром Олькуського повіту Малопольського воєводства.
Населення — 1081 особа (2011).
У 1975-1998 роках село належало до Катовицького воєводства.

## Демографія
Демографічна структура станом на 31 березня 2011 року:
|          | Загалом | Допрацездатний вік | Працездатний вік | Постпрацездатний вік |
| -------- | ------- | ------------------ | ---------------- | -------------------- |
| Чоловіки | 530     | 122                | 357              | 51                   |
| Жінки    | 551     | 120                | 300              | 131                  |
| Разом    | 1081    | 242                | 657              | 182                  |